# Облога Звенигорода (1211)
Облога Звенигорода (1211) — центральна подія угорсько-польсько-волинського походу на Галич, в результаті якого Ігоровичів було розбито, а на галицький престол було посаджено законного спадкоємця Данила Романовича.

## Історія
1205 року загинув Роман Мстиславич, а 1206 року Ігоровичі (онуки Ярослава Осмомисла) Володимир, Святослав і Роман зайняли Галич, Володимир і Звенигород за підтримки Всеволода Червоного, половців і за згодою смоленських Ростиславичів.
Уже 1208 року за підтримки поляків у Володимир повернулася місцева династія, а після спроби Ігоровичів утриматися при владі шляхом репресій проти боярства частина бояр втекла в Угорщину, і незабаром почався похід союзників на Галич.
Спочатку було взято в облогу Перемишль. Місто здалося, Святослава взяли в полон. Потім було взято в облогу Звенигород. Ігоровичі завдали удару, пославши половців з Ізяславом Володимировичем, які спершу досягли успіху, розбивши угорців на річці Лютій, але після підходу польсько-волинської допомоги угорцям Ізяслава було розбито. Дізнавшись про його провал, Роман зробив спробу прориву, але за ним було організовано погоню, в ході якої його й упіймали в районі Шумська.
Тоді союзники пішли на Галич. Не маючи сил для його оборони, Володимир Ігорович покинув місто. Намагаючись відірватися від переслідування, було влаштовано ар'єргардний бій на чолі з Ізяславом на річці Незді, який закінчився втратою в'ючних коней.
Данило Романович став галицьким князем, а Ігоровичів Святослава, Романа і, можливо, Ростислава, повісили боярами.